# Форест Хил (Луизијана)
Форест Хил (енгл. Forest Hill) град је у америчкој савезној држави Луизијана.

## Демографија
По попису из 2010. године број становника је 818, што је 362 (79,4%) становника више него 2000. године.
| Група             | 2000.       | 2010.       |
| Белци             | 362 (79,4%) | 425 (52,0%) |
| Афроамериканци    | 32 (7,0%)   | 29 (3,5%)   |
| Азијати           | 5 (1,1%)    | 3 (0,4%)    |
| Хиспаноамериканци | 56 (12,3%)  | 351 (42,9%) |
| Укупно            | 456         | 818         |